# Епархия Махадзанги
Епархия Махадзанги (лат. Dioecesis Mahagiangana) — епархия Римско-Католической церкви с центром в городе Махадзанга, Мадагаскар. Епархия Махадзанги входит в митрополию Анцирананы.

## История
15 марта 1923 года Римский папа Пий XI выпустил бреве Ex hac excelsa, которым учредил апостольский викариат Мадзунги, выделив его из апостольского викариата Диего-Суареса (сегодня — Архиепархия Анцирананы).
8 января 1938 года апостольский викариат Мадзунги передал часть своей территории для возведения новой апостольской префектуры Мурундавы (сегодня — Епархия Мурундавы).
14 сентября 1955 года Римский папа Пий XII выпустил буллу Dum tantis, которой преобразовал апостольский викариат Мадзунги в епархию.
28 октября 1989 года епархия Мадзунги была переименована в епархию Махадзанги.
18 октября 1993 года епархия Махадзанги передала часть своей территории для возведения новой епархии Порт-Берге.

## Ординарии епархии
- епископ Поль Пишо (16 марта 1923 — 10 мая 1940);
- епископ Жан Вольф (8 июля 1941 — 13 февраля 1947);
- епископ Жан Батьо (13 февраля 1947 — 31 августа 1953);
- епископ Жан Давид (22 февраля 1954 — 27 апреля 1978);
- епископ Арман Гаэтан Разафиндратандра (27 апреля 1978 — 3 февраля 1994) — назначен архиепископом Антананариву;
- епископ Мишель Мало, Ist. del Prado (29 мая 1996 — 28 ноября 1998) — назначен архиепископом Анцирананы;
- епископ Жозеф Игнас Рандрианасулу (3 июня 1999 — 2 февраля 2010);
- епископ Роже Виктор Ракотондрадзау (2 февраля 2010 — настоящее время).